# Зберегти місто
«Зберегти місто» («Ocalić miasto») — польсько-радянський художній фільм 1976 року, знятий режисером Яном Ломницьким на кіностудіях «КАДР» та «Мосфільм».

## Сюжет
1944 рік, польські підпільники намагаються розкрити план німців зі знищення Кракова. Їм на допомогу приходять радянські парашутисти під командуванням Семенова. Йому разом із підпільниками вдається знешкодити вибухівку та врятувати стародавню польську столицю.

## У ролях
- Олександр Бєлявський — Семенов, радянський розвідник
- Ніна Маслова — Маша, радянська розвідниця
- Кирило Арбузов — Сергій, радянський розвідник
- Тереса Будзіш-Кшижановская — Ядвига Новацка
- Ян Кшижановський — Маріан Новацький, чоловік Ядвіги
- Яцек Миськевич — Новацький
- Сергій Полєжаєв — маршал Конєв
- Олег Мокшанцев — генерал-полковник Коровников
- Герберт Зіверс — Йозеф Харпе, генерал
- Шавкат Газієв — солдат
- Анатолій Голик — роль другого плану
- Станіслав Хмельох — роль другого плану
- Віктор Уральський — дядько Льоша, солдат
- Єжи Бончек — роль другого плану
- Єва Цепеля — дружина Кругера
- Георгіос Совчіс — радянський лейтенант
- Хенрік Біста — роль другого плану
- Вітольд Дембіцький — «Скорпіон», солдат
- Віктор Шульгін — роль другого плану
- Барбара Босак — роль другого плану
- Єжи Душиньський — Ганс Франк
- Володимир Козелков — роль другого плану
- Анджей Бушевич — солдат АК
- Збігнев Криньський — Казимеж Павляк, комуніст
- Віталій Коміссаров — полковник Фомін
- Маріан Цебульський — роль другого плану
- Єжи Саган — Мігура, комуніст
- Збігнев Хеллебранд — роль другого плану
- Януш Сикутера — роль другого плану
- Лешек Кубанек — роль другого плану
- Юліан Ябчиньський — роль другого плану
- Єжи Ткачик — Ганс Крюгер
- Александер Миколайчак — Водовяк
- Раймунд Ярош — роль другого плану
- Войцех Зентарський — «Лисий», майор АК
- Ромуальд Михалевський — роль другого плану
- Рената Кретувна — Реня
- Антоніна Барчевська — роль другого плану
- Юзеф Онишкевич — німецький агент
- Збігнев Корепта — німецький офіцер
- Єжи Брашка — роль другого плану
- Домініка Стецувна — роль другого плану
- Тадеуш Куниковський — роль другого плану
- Марек Ходоровський — роль другого плану
- Антоній Жуковський — роль другого плану
- Г. Кужняковна — роль другого плану
- Миколай Грабовський — роль другого плану
- Клаус Герке — роль другого плану
- Єжи Кришак — ксьондз у підземеллі
- Хуго Кшиський — високий німецький офіцер
- Марцин Сосновський — німець, що виносить картини
- Ежи Федорович — працівник пошти
- Тадеуш Хук — асистент Ханса Франка
- Хайнріх Шрамм — роль другого плану
- Ян Шпітцер — роль другого плану

## Знімальна група
- Режисер — Ян Ломницький
- Сценаристи — Ян Ломницький, Анджей Щеперський
- Оператор — Єжи Госьцик
- Композитор — Петр Хертель
- Художник — Ярослав Світоняк